# Wilhelm X. (Aquitanien)

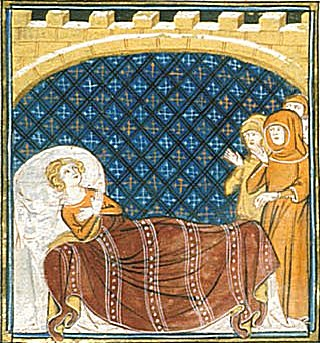
Herzog Wilhelm X. von Aquitanien auf dem Sterbebett. Darstellung aus den Chroniques de Saint-Denis, 13. Jahrhundert.

Wilhelm X. genannt der Heilige oder der Tolosaner (* 1099 in Toulouse; † 9. April 1137) war der letzte Herzog von Aquitanien und Graf von Poitou aus der Dynastie der Ramnulfiden.
Er regierte von 1126 bis 1137 unter dem Namen Wilhelm VIII. im Poitou und als Wilhelm X. in Aquitanien. Er war der Sohn und Nachfolger des Herzogs Wilhelm IX. der Troubadour und der Philippa von Toulouse, Tochter des Grafen Wilhelm IV.
Er wurde in der kurzen Zeitspanne geboren, als seine Eltern die Grafschaft Toulouse regierten; kurze Zeit später übertrug sein Vater Wilhelm IX. Toulouse an Philippas Vetter Bertrand von Toulouse und ging selbst auf den Ersten Kreuzzug, während Philippa und sein Sohn in Poitiers blieben. Nach seiner Rückkehr zerstritt sich der junge Wilhelm mit seinem Vater, als dieser seine Ehefrau verließ und die Frau seines Vasallen Amaury I., Vizegraf von Châtellerault, zur Geliebten nahm – der Streit wurde erst beigelegt, als Wilhelm 1121 Eleonore von Châtellerault († nach März 1130) heiratete, die Tochter Amaurys und der Geliebten seines Vaters.
Wilhelm X. verbündete sich mit dem Grafen Gottfried V. Plantagenet gegen die Normandie. Die Ruhe, die er dadurch an der Nordgrenze erhielt, nutzte er, um seinen Vasallen Isembert de Châtelaillon, Herrn von Aunis zu bekämpfen.
Wenig glücklich war seine Unterstützung, die er mit dem päpstlichen Legaten Girard d’Angoulême dem Gegenpapst Anaklet II. von 1130 bis zu einem Treffen mit Bernhard von Clairvaux fünf Jahre später auf der Burg von Parthenay zukommen ließ. Er starb im Verlauf einer Pilgerfahrt nach Santiago de Compostela an einer Lebensmittelvergiftung. In seinem letzten Willen bat er den französischen König Ludwig VI. darum, der Ehe zwischen seiner Tochter Eleonore von Aquitanien und dessen ältestem Sohn Ludwig zuzustimmen.
Wie sein Vater, so war auch Wilhelm X. ein Förderer der Troubadoure, der Musik und Literatur. Er war ein gebildeter Mann und versuchte, seinen beiden Töchtern eine ausgezeichnete Erziehung zukommen zu lassen, in einer Zeit, in der Europas Herrscher kaum lesen und schreiben konnten. Als Eleonore ihrem Vater als Herzogin folgte, setzte sie den Weg ihres Vaters fort und machte den aquitanischen Hof zum wissenschaftlichen Zentrum Europas.
Wilhelm und Eleonore hatten drei Kinder:
- Wilhelm Aigret, † Dezember 1130/37
- Eleonore (* 1122, † 31. März 1204), 1137 Herzogin von Aquitanien, Gräfin von Poitou etc.;

1. ⚭ 22./25. Juli 1137, geschieden 18. März 1152, Ludwig VII., 1137 König von Frankreich, † 18. September 1180;
2. ⚭ 18. Mai 1152 Heinrich II., 1149 Herzog von Normandie, 1151 Graf von Anjou, 1154 König von England, † 6. Juli 1189

- Aélis (Petronilla), † nach 24. Oktober 1153; ⚭ 1142, geschieden wohl 1151, Rudolf I. (Raoul I. le Vaillant) Graf von Vermandois, † 14. November 1152

Am Ende des Mittelalters wurde Wilhelm X. eine mit Legenden umrankte Figur, dabei teilweise mit Wilhelm von Gellone verwechselt, der ebenfalls Herzog von Aquitanien war, und dem Ordensgründer Wilhelm von Malavalle.